# Southern African Large Telescope
Southern African Large Telescope (SALT) är ett spegelteleskop som ligger i Sutherland i Norra Kapprovinsen i Sydafrika.
SALT är södra halvklotets största teleskop med en 11,1 meter lång och 9,8 meter bred spegel som är uppbyggd av 91 hexagonala speglar. Utformningen påminner om Hobby–Eberly-teleskopet i Texas i USA. SALT har byggts av ett internationellt konsortium med medlemmar från  Sydafrika, USA, Tyskland, Polen, Indien, Storbritannien och Nya Zeeland och har varit i drift sedan 2011.

## Bilder

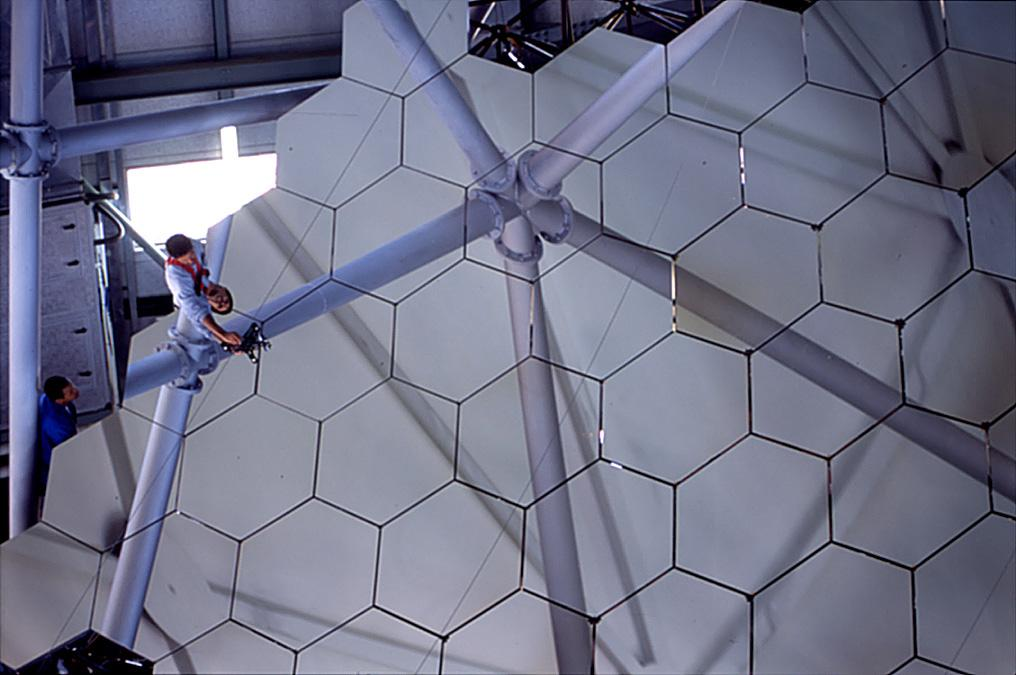
Primärspegeln på SALT.